# Louis Auchincloss
Louis Stanton Auchincloss (pronunciado pronunciación en inglés: /ˈɔːkᵻŋklɒs/; Lawrence, Nueva York; 27 de septiembre de 1917-Manhattan, Nueva York; 26 de enero de 2010) fue un novelista, historiador y ensayista estadounidense.

## Biografía
Auchincloss era hijo de Joseph Howland Auchincloss y Priscilla Dixon Stanton. Su abuelo paterno, John Winthrop Auchincloss era hermano de Edgar Stirling Auchincloss (padre de James C. Auchincloss) y Hugh Dudley Auchincloss (padre de Hugh D. Auchincloss).
Auchincloss creció alrededor de gente privilegiada y podía escribir, estudiando en la St. Bernard's School, la Groton School y la Universidad Yale, donde fue el editor de la Revista Literaria de Yale.
Aunque no completó su licenciatura en Yale, fue admitido en la escuela de derecho en la Universidad de Virginia. Se graduó en 1941 y fue admitido en New York bar el mismo año. Estuvo asociado a la firma de abogados Sullivan & Cromwell desde 1941 hasta 1951 (con una interrupción por servicio desde 1941 hasta 1945 en la Marina de Estados Unidos durante la Segunda Guerra Mundial). Después se tomó un descanso para poder dedicarse a tiempo completo a escribir. Auchincloss volvió a trabajar como abogado, en primer lugar como un asociado (1954-1958) y luego como socio (1958-1986) en Hawkins, Delafield y Wood en Nueva York, mientras escribía una media de un libro por año.
Los mejores y más conocidos libros de Auchincloss son las sagas de múltiples generaciones de The House of Five Talents, Portrait in Brownstone, and East Side Story. Otras buenas y conocidas novelas son The Rector of Justin, la historia de un renombrado director de una escuela parecida a Groton intentando hacer frente a los nuevos tiempos, y The Embezzler. Auchincloss es conocido por sus relatos cerrados de la sociedad de la vieja Nueva York y Nueva Inglaterra.
Auchincloss fue elegido miembro de la Academia Estadounidense de las Artes y de las Letras en 1965. Recibió la National Medal of Arts en 2005. También recibió títulos honoríficos en la Universidad de Nueva York (1974), en la Universidad de Pace (1979) y en la Universidad del Sur (1986).

### Libros de negocios
- Reflections of a Jacobite (1961).
- Pioneers and Caretakers: A Study of Nine American Women Novelists (1965).
- On Sister Carrie (1968).
- Motiveless Malignity (1969).
- Edith Wharton: A Woman in Her Time (1972).
- Richelieu (1972).
- A Writer's Capital (1974).
- Reading Henry James (1975).
- Life, Law, and Letters: Essays and Sketches (1979).
- Persons of Consequence: Queen Victoria and Her Circle (1979).
- False Dawn: Women in the Age of the Sun King (1985).
- The Vanderbilt Era: Profiles of a Gilded Age (1989).
- Love without Wings: Some Friendships in Literature and Politics (1991).
- The Style's the Man: Reflections on Proust, Fitzgerald, Wharton, Vidal, and Others (1994).
- The Man Behind the Book: Literary Profiles (1996).
- Woodrow Wilson (Penguin Lives) (2000).
- Theodore Roosevelt (The American Presidents Series) (2002).

## Libros en español
- La casa de los cinco talentos, 1961
- El malversador, 1969
- Llego como un ladrón, 1975
- El pacto de los Winthrop, 1977
- Diario de un yuppie, 1986
- La pequeña isla, 1988
- Señora de circunstancias, 1992
- La educación de Oscar Fairfax, 2008

- Datos: Q1621598
- Multimedia: Louis Auchincloss / Q1621598